# Széchenyi fürdő (stanice metra v Budapešti)
Széchenyi fürdő je stanice linky M1 budapešťského metra. Původní stanice, nadzemní, byla otevřena v roce 1896, v té době ještě mezi ní a stanicí Hősök tere ležela také nadzemní stanice Állatkert (Zoologická zahrada). V 70. letech byla tato původně konečná stanice přebudována na podzemní a linka metra prodloužena do dnešní konečné stanice Mexikói út. Stanice leží v parku Városliget přímo u budovy Széchenyiho lázní.

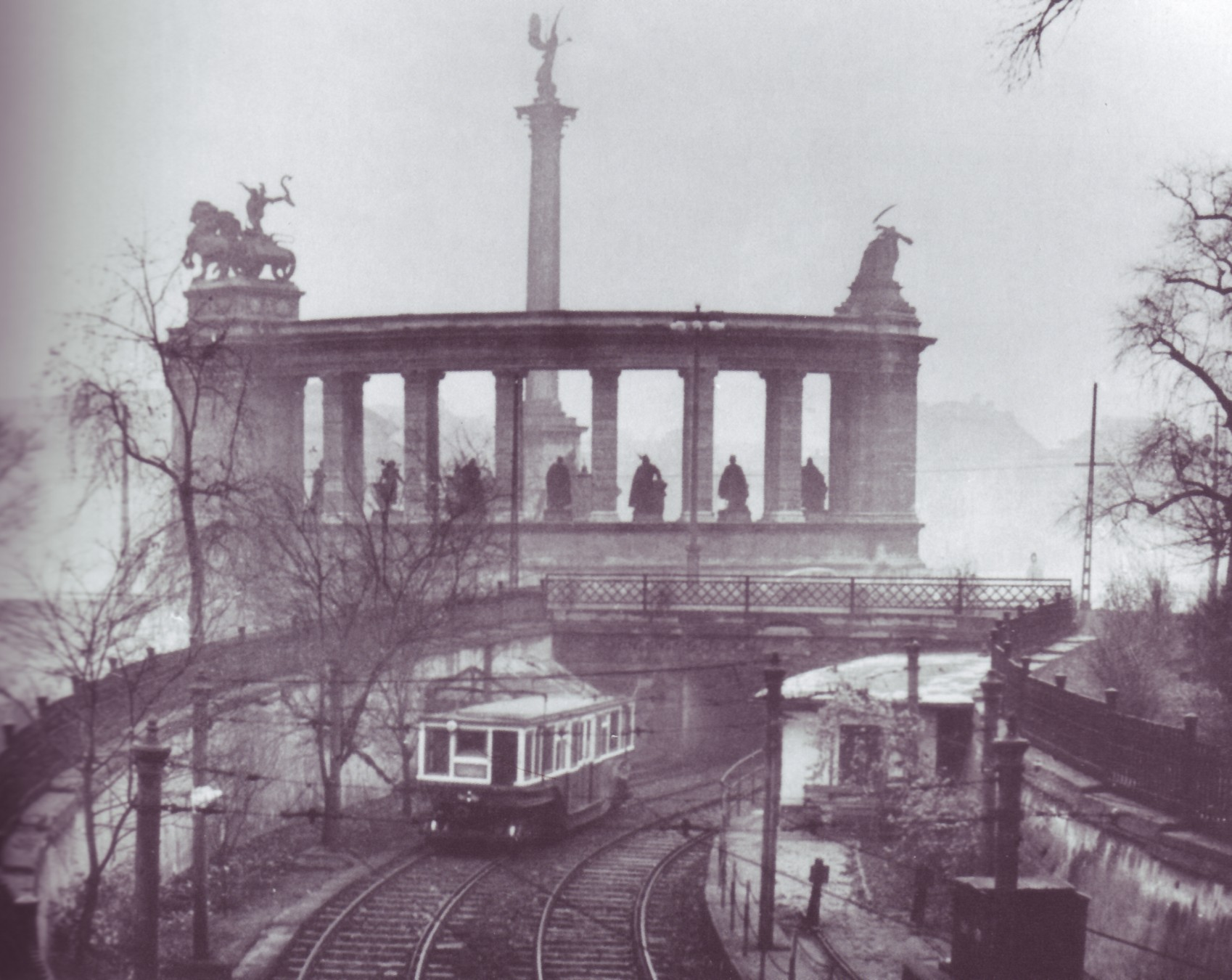
Původní nadzemní vedení podzemky v blízkosti stanice Széchenyi fürdő